# Augusto Rollandin
Augusto Rollandin   (Brusson, 13 de juny de 1949 - Aosta, 22 de desembre de 2024) va ser un polític valldostà. Militant d'Unió Valldostana, treballà com a metge i com a veterinari. Fou alcalde de Brusson el 1975-1978 i membre del Consell de la Vall de 1978 a 1993, on fou assessor de sanitat i agricultura. Ocupà la presidència del Consell de la Vall de 1984 a 1990. El 1994 fou condemnat judicialment per abús de poder, però el 2001 fou rehabilitat.
A les eleccions legislatives italianes de 2001 fou escollit senador per la coalició Vallée d'Aoste - Autonomie Progrès Fédéralisme, però no fou reescollit el 2006. El 2007 fou nomenat president de la Societat d'Aigües de la Vall, però dimití per a presentar-se novament a les eleccions regionals de la Vall d'Aosta de 2008. El 2008 ha estat nomenat novament president del Consell de la Vall. El març de 2017, una moció de censura va desplaçar Rollandin del poder. També del 2008 a 2017 éva sers president de la Universitat de la Vall d'Aosta.